# Discussions germano-soviétiques pour faire entrer l'URSS dans l'Axe
 (décembre 2022).
Motif : Trop de sections, qui pourraient être fusionnées

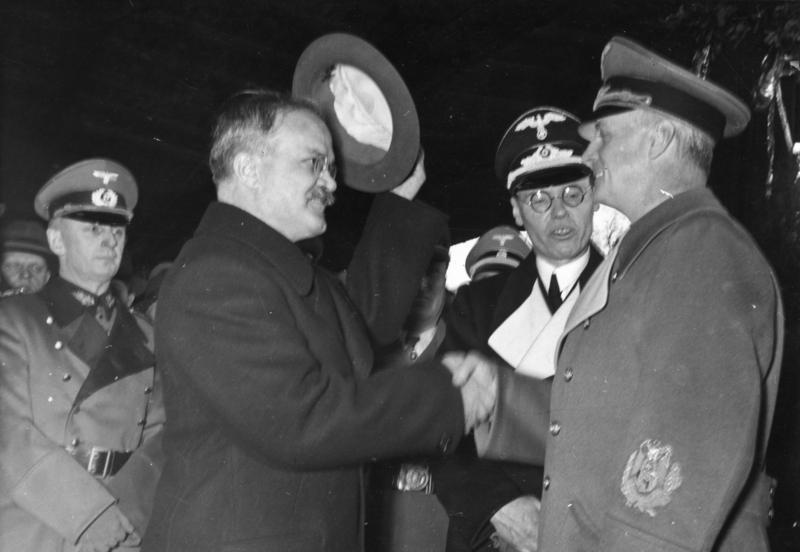
Le chef du gouvernement soviétique et commissaire aux Affaires étrangères Vyacheslav Molotov fait ses adieux au ministre des Affaires étrangères du Reich, von Ribbentrop, à la gare d'Anhalt, Berlin, novembre 1940.

En octobre et novembre 1940, se tinrent les négociations germano-soviétiques concernant une éventuelle entrée de l’URSS dans l'Axe en tant que quatrième puissance. Les négociations comprenaient une conférence de deux jours à Berlin entre le ministre soviétique des Affaires étrangères Viatcheslav Molotov, Adolf Hitler et le ministre allemand des Affaires étrangères Joachim von Ribbentrop, suivie par des accords commerciaux entre les deux pays. Les discussions ont été suivies par l'échange de propositions d'accords écrits entre les deux pays.
Après deux jours de négociations, du 12 au 14 novembre 1940, l'Allemagne présente aux Soviétiques un projet d'accord écrit qui définissait les sphères d'influence mondiales des quatre puissances de l'Axe proposées (Allemagne, Italie, Japon et Union soviétique). Hitler, Ribbentrop et Molotov tentent de fixer les sphères d'influence allemande et soviétique. Hitler encourage Molotov à regarder vers le sud, vers l'Iran et éventuellement l'Inde, afin de préserver l'accès allemand aux ressources de la Finlande et d'éliminer l'influence soviétique dans les Balkans.
Molotov reste ferme et cherche à faire retirer les troupes allemandes de Finlande et à obtenir un port dans la Baltique. Les calculs de la politique étrangère soviétique reposaient sur l'idée que la guerre serait une lutte de longue haleine et les affirmations allemandes selon lesquelles le Royaume-Uni serait vaincu rapidement étaient donc traitées avec scepticisme. En outre, Staline cherchait à rester influent en Bulgarie et en Yougoslavie. Ces facteurs ont conduit Molotov à adopter une ligne ferme.
Selon une étude d'Alexander Nekrich, le 25 novembre 1940, les Soviétiques présentent néanmoins une contre-proposition écrite rédigée par Staline, acceptant le pacte des quatre puissances mais incluant les droits soviétiques sur la Bulgarie et une sphère d'influence mondiale, centrée sur la région de l'Irak et de l'Iran.
Réagissant à la contre-proposition, Hitler fait remarquer à ses principaux chefs militaires que Staline « exige de plus en plus » et « une victoire allemande est devenue insupportable pour la Russie » de sorte qu'« elle doit être mise à genoux le plus rapidement possible ».
L'Allemagne n'a jamais répondu à la proposition soviétique du 25 novembre 1940, laissant les négociations en suspens. L’Allemagne rompt le pacte Molotov-Ribbentrop en juin 1941 en envahissant l'Union soviétique.

## Contexte

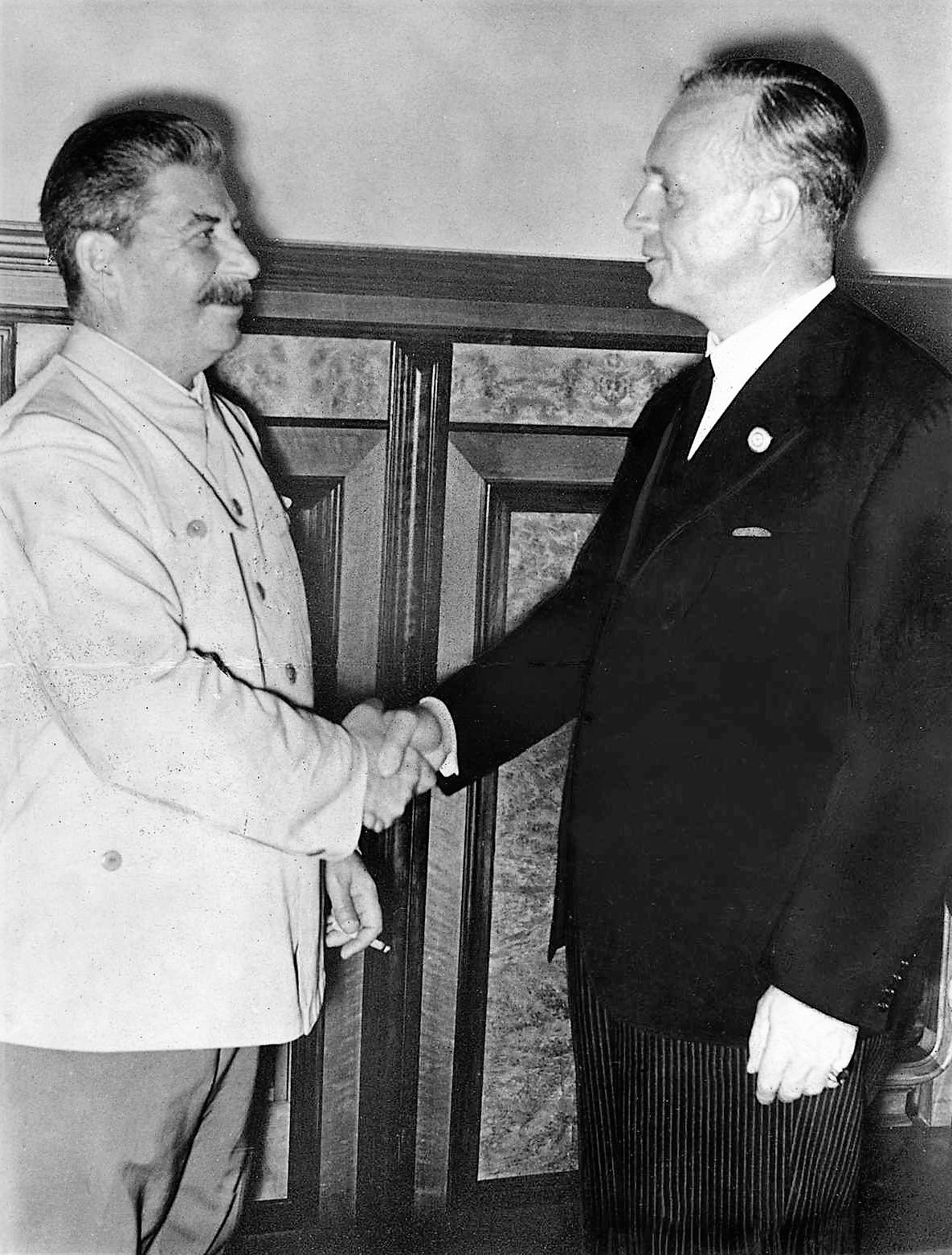
Ribbentrop et Staline lors de la signature du pacte germano-soviétique.

### Hostilités passées et accords germano-soviétiques de 1939
Au cours de l'été 1939, après avoir mené des négociations avec une délégation franco-britannique et avec l'Allemagne concernant d'éventuels accords militaires et politiques, l'Union soviétique choisit l'Allemagne et signa le 19 août l’accord commercial germano-soviétique prévoyant la fourniture de certains matériels militaires et civils allemands en échange de matières premières soviétiques,. Quatre jours plus tard, les deux pays signèrent le pacte Molotov-Ribbentrop, qui contenait des protocoles secrets divisant l'Europe septentrionale et orientale en « sphères d'influence » allemande et soviétique.
Juste avant la signature des accords, les parties abordèrent les hostilités passées, le ministre allemand des Affaires étrangères Joachim von Ribbentrop affirmant aux diplomates soviétiques « qu'il n'y avait aucun problème entre la Baltique et la mer Noire qui ne pouvait être résolu entre les deux pays »,,. Les diplomates des deux pays abordèrent les points communs de l'anticapitalisme, en déclarant qu’il y avait « un élément commun dans l'idéologie de l'Allemagne, de l'Italie et de l'Union soviétique : l'opposition aux démocraties capitalistes », et que « ni l’Allemagne, ni l'Italie n’avaient quelque chose en commun avec le capitaliste occidental » et qu’il lui semblait « plutôt contre nature qu’un Etat socialiste se tînt aux côtés des démocraties occidentales ».
Un officiel allemand expliqua que l'hostilité de son pays à l'égard du bolchevisme soviétique avait disparu avec les changements dans le Komintern et le renoncement soviétique à la révolution mondiale. Un responsable soviétique qualifia la conversation d’ « extrêmement importante ». Lors de la signature, Ribbentrop et Staline apprécièrent les conversations chaleureuses, échangeant des toasts et discutant plus avant des anciennes hostilités entre leurs pays dans les années 1930.
Ribbentrop déclara que la Grande-Bretagne, qui avait toujours cherché à perturber les relations soviéto-allemandes, était « faible » et voulait « laisser les autres se battre pour sa revendication présomptueuse de domination du monde ». Staline fut d'accord, ajoutant : « Si l'Angleterre a dominé le monde, cela était dû à la stupidité des autres pays qui se sont toujours laissé bluffer ». Ribbentrop déclara que le pacte anti-Komintern n’était pas dirigé contre l'Union soviétique, mais contre les démocraties occidentales, et « effrayait principalement la City de Londres [les financiers britanniques] et les commerçants anglais ».
Il ajouta que les Berlinois avaient plaisanté en disant que Staline rejoindrait lui-même le pacte anti-Komintern. Staline proposa un toast à Hitler, et Staline et le ministre soviétique des Affaires étrangères Viatcheslav Molotov portèrent à plusieurs reprises un toast à la nation allemande, au pacte Molotov-Ribbentrop et aux relations germano-soviétiques. Ribbentrop répliqua avec un toast à Staline et un toast aux relations entre les deux pays. Alors que Ribbentrop partait, Staline le prit à part et lui déclara que le gouvernement soviétique prenait le nouveau pacte très au sérieux, et qu'il « garantissait de sa parole d'honneur que l'Union soviétique ne trahirait pas son partenaire ».

### Relations pendant la division de la Pologne

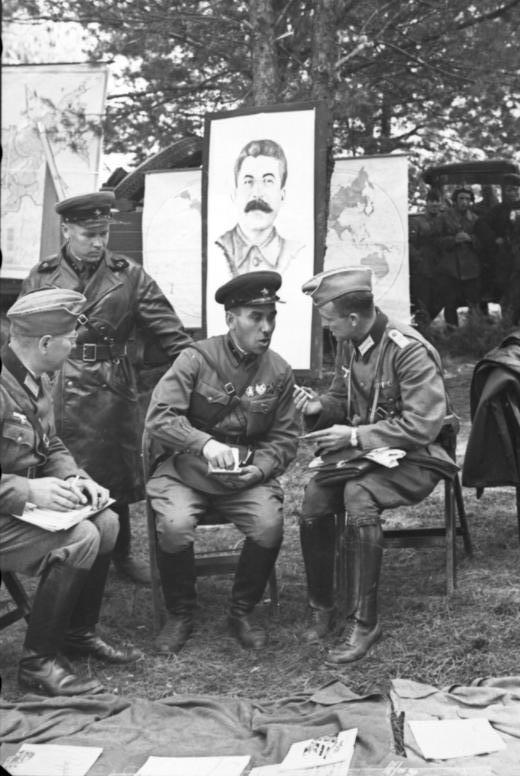
Soldats allemands et soviétiques pendant le transfert de souveraineté de Brest au profit de l'URSS, devant un portrait de Staline.

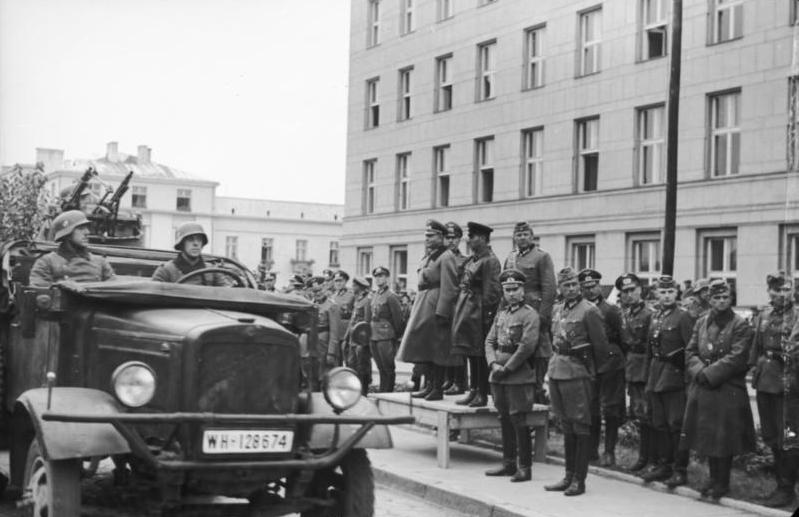
Généraux soviétiques et allemands saluant lors du défilé organisé pour le transfert officiel de Brest à l'URSS le 23 septembre 1939.

Une semaine après la signature du pacte Molotov-Ribbentrop, le partage de la Pologne débuta avec l'invasion allemande de la Pologne occidentale. L'Internationale communiste soviétique suspendit toute propagande anti-nazie et anti-fasciste, en expliquant que la guerre en Europe était une question d’États capitalistes s’attaquant les uns les autres à des fins impérialistes. Lorsque des manifestations anti-allemandes éclatèrent à Prague, en Tchécoslovaquie, le Komintern ordonna au parti communiste tchécoslovaque d'employer toutes ses forces pour paralyser les « éléments chauvins ». Moscou ordonna bientôt au parti communiste français et au parti communiste de Grande-Bretagne d’adopter une position anti-guerre.
Deux semaines après l'invasion allemande, l'Union soviétique envahit l'est de la Pologne, en coordination avec les forces allemandes. Le 21 septembre, les Soviétiques et les Allemands signèrent un accord formel de coordination des mouvements militaires en Pologne, incluant la liquidation des saboteurs. Un défilé conjoint germano-soviétique eut lieu à Lviv et à Brest. Staline avait décidé en août qu'il allait liquider l'État polonais, et une rencontre germano-soviétique en septembre aborda la future structure de la « région polonaise ». En dépit d'un avertissement par le Komintern à l'Allemagne, les tensions allemandes augmentèrent lorsque l'Union soviétique déclara en septembre qu'elle devait entrer en Pologne pour « protéger » ses frères ukrainiens et biélorusses en provenance d'Allemagne, mais Molotov admit plus tard devant des officiels allemands que cette excuse était nécessaire parce que les Soviétiques ne trouvaient aucun autre prétexte à leur invasion.
Les trois États baltes décrits par le pacte Molotov-Ribbentrop, l'Estonie, la Lettonie et la Lituanie, n'eurent pas d'autre choix que de signer un prétendu pacte de défense et d'assistance mutuelle qui permit à l'Union soviétique de faire stationner des troupes sur leurs territoires.

### Expansion des échanges commerciaux de matières premières et de matériel militaire
Hitler pressait pour une invasion allemande de la Pologne en 1939, et mit une énorme pression sur la machine de guerre allemande, qui avait été progressivement préparée pour une guerre totale en 1942 ou 1943[pas clair]. Le manque de matières premières en Allemagne impliquait qu'elle devait chercher à augmenter ses approvisionnements de l'extérieur. Cependant, le blocus britannique se mit en place, laissant une situation de plus en plus critique pour les matières premières. Le seul État capable de fournir à l’Allemagne le pétrole, le caoutchouc, le manganèse, les céréales, les matières grasses et le platine dont elle avait besoin était l'Union soviétique. Dans le même temps, les demandes soviétiques pour les produits manufacturés, comme les machines allemandes, étaient en augmentation alors que sa capacité à importer ces marchandises en provenance de l'extérieur avait diminué après que de nombreux pays eurent cessé leurs relations commerciales après la signature du pacte Molotov-Ribbentrop.
En conséquence, l'Allemagne et l'Union soviétique conclurent un accord commercial complexe le 11 février 1940, accord plus de quatre fois plus important que celui d'août 1939. Ce pacte commercial aida l'Allemagne à contourner le blocus britannique. La première année, l'Allemagne reçut des centaines de milliers de tonnes de céréales, de pétrole et d'autres matières premières vitales, qui furent transportées depuis l’Union soviétique à travers les territoires polonais occupés. Les Soviétiques fournirent en outre à l’Allemagne un accès à la route maritime du Nord pour les navires cargos et les navires corsaires (bien que seul le croiseur Komet utilisât cette route avant juin 1941), ce qui obligea la Grande-Bretagne à protéger les voies maritimes dans l'Atlantique et dans le Pacifique.

## Détérioration des relations à la mi-1940

### La Finlande, les pays baltes et la Roumanie
En novembre 1939, l'Union soviétique envahit la Finlande, entraînant des pertes sévères et un traité de paix intérimaire en mars 1940 accordant à l'Union soviétique la région orientale de Carélie (10 % du territoire finlandais). À la mi-juin 1940, alors que l'attention internationale s'est concentrée sur l'invasion allemande de la France, les troupes soviétiques du NKVD attaquèrent les postes frontaliers de Lituanie, d’Estonie et de Lettonie, Les politiciens prosoviétiques qui furent mis en place demandèrent l'entrée de leurs pays respectifs dans l'Union soviétique,. En juin, les Soviétiques lancèrent un ultimatum exigeant la Bessarabie, la Bucovine et la région de Herța de la Roumanie. Après que les Soviétiques se furent mis d'accord avec l'Allemagne qu'ils limiteraient leurs revendications en Bucovine à la Bucovine du nord, l'Allemagne invita la Roumanie à accepter l'ultimatum. Deux jours après l'entrée des Soviétiques, les Roumains cédèrent aux exigences soviétiques et les Soviétiques occupèrent le territoire.
L'invasion soviétique de la Finlande, qui avait été secrètement cédée en vertu des protocoles secrets du pacte Molotov-Ribbentrop, créa des problèmes intérieurs à Hitler. Le peuple allemand ne connaissait pas les protocoles secrets prévoyant une répartition des sphères d'influence. Beaucoup d'Allemands s’opposèrent à l'invasion soviétique de peuples nordiques frères, et de la Finlande qui possédait des liens étroits avec l'Allemagne,. Hitler dut détourner l’opposition à la politique prosoviétique de l'Allemagne, notamment celle des fidèles du parti nazi. Soutenir l'invasion soviétique devint l'un des aspects idéologiquement les plus difficiles de la relation entre les deux pays.
Les protocoles secrets mirent Hitler dans la position humiliante d'avoir à évacuer précipitamment des familles ethniquement germaniques, les Volksdeutsche, qui avaient vécu en Finlande et dans les pays baltes depuis des siècles, tout en tolérant officiellement les invasions,. Alors que les trois pays baltes, ne connaissant pas les protocoles secrets, envoyaient des lettres protestant contre les invasions soviétiques à Berlin, Ribbentrop les retourna. En août, Molotov informa les Allemands qu’avec le changement de gouvernement, ils pouvaient fermer leurs consulats dans les pays baltes au 1er septembre. Les annexions soviétiques en Roumanie causèrent des tensions supplémentaires. Alors que l'Allemagne avait accordé aux Soviétiques la Bessarabie dans les protocoles secrets, elle ne leur avait pas donné la Bucovine. L'Allemagne voulait les 100 000 tonnes de céréales qu’ils avaient commandées à la Bessarabie, des garanties des propriétés allemandes ainsi que pour les 125 000 Volksdeutsche de Bessarabie et de Bucovine, et l'assurance que la voie ferrée transportant du pétrole roumain resterait libre.

### L'augmentation de la dépendance allemande aux matières premières
À l'été 1940, la dépendance de l'Allemagne envers les importations soviétiques avait encore augmenté. Les occupations allemandes de la France, des Pays-Bas, et de la Belgique avaient créé une demande supplémentaire tout en réduisant les possibilités d'approvisionnement indirect. La « Grande Allemagne » et sa sphère d'influence manquaient, entre autres, de 500 000 tonnes de manganèse, 3,3 millions de tonnes de phosphate brut, 200 000 tonnes de caoutchouc et 9,5 millions de tonnes de pétrole. Pendant ce temps, les invasions soviétiques des pays baltes avaient entraîné la perte de 96,7 millions de Reichsmarks d’importation (chiffres de 1938) à des conditions économiques favorables, l’Allemagne devant maintenant payer les prix soviétiques. Une invasion éventuelle de l'Union soviétique apparaissait de plus en plus à Hitler comme le seul moyen de résoudre cette crise des ressources que traversait l'Allemagne. Bien qu’aucun plan concret n'eût été encore dressé, Hitler dit à un de ses généraux que les victoires du mois de juin en Europe occidentale « l’avaient enfin libéré pour sa véritable tâche importante : l'épreuve de force avec le bolchevisme », bien que des généraux allemands affirmèrent à Hitler qu’occuper la Russie occidentale créerait « plus une perte qu'un soulagement pour la situation économique de l'Allemagne ».

### Suspension des exportations de matières premières soviétiques vers l'Allemagne
En août 1940, l'Union soviétique suspendit brièvement ses livraisons dans le cadre de leur accord commercial après que leurs relations s'étaient tendues à la suite d'un désaccord sur la politique en Roumanie, la guerre soviétique avec la Finlande, et les retards allemands de livraisons de biens stipulés dans l’accord. Staline étant inquiet que la guerre d’Hitler avec l'Occident pouvait s’achever rapidement après que la France avait signé un armistice. La suspension des livraisons créa une crise importante de ressources pour l'Allemagne.
À la fin août, les relations s’étaient améliorées après que les deux pays eurent redessiné les frontières de la Hongrie et de la Roumanie, que certaines revendications bulgares furent réglées. De plus, Staline était encore convaincu que l'Allemagne devrait faire face à une longue guerre dans l'ouest avec l'amélioration de la situation de la Grande-Bretagne dans sa guerre aérienne avec l'Allemagne et la conclusion d'un accord entre les États-Unis et la Grande-Bretagne concernant des destroyers et des bases.
Cependant, à la fin août, l'Allemagne arbitra le conflit roumano-hongrois en permettant à la Hongrie l'annexion d'une partie de la Roumanie. Cette décision provoqua des tensions avec les Soviétiques, qui estimaient que l'Allemagne était censée consulter l'Union soviétique conformément à l'article III du pacte Molotov–Ribbentrop avant toute action de ce type.

## Le pacte de l'Axe
Avant de conclure un accord avec l'Italie et le Japon, les autorités allemandes avaient discuté de la possibilité d'inclure l'Union soviétique en tant que quatrième membre afin de la faire s’intéresser au sud, vers l'océan Indien et le golfe Persique, qui étaient tous deux dans la sphère d'influence britannique. Les autorités allemandes avaient indiqué qu'elles seraient prêtes à donner toute latitude à l'Union soviétique d’opérer à l'est du détroit des Dardanelles.
Juste avant la signature de l'accord, l'Allemagne informa Molotov qu'elle entrerait dans le pacte, et que, si cela n'était pas explicitement indiqué, il était effectivement dirigé contre les « fauteurs de guerre américains » en leur montrant la folie de la guerre avec trois grandes puissances liguées contre eux. Moscou avait effectivement eu connaissance des propositions des termes du pacte grâce à des sources de renseignement soviétiques au Japon.
Le 27 septembre 1940, l'Allemagne, l'Italie et le Japon signèrent le pacte tripartite, qui divisa le monde en sphères d'influence et qui était implicitement dirigé contre les États-Unis. Le pacte contenait une disposition expresse (article 5), déclarant qu'il ne concernait pas les relations avec l'Union soviétique. Molotov, craignant que le pacte ne contînt un codicille secret se rapportant spécifiquement à l'Union soviétique, tenta d'obtenir des informations de l'ambassadeur du Japon à Moscou, Togo.
Lors d'une visite à domicile, l’attaché militaire allemand à Moscou Ernst Köstring déclara, le 31 octobre, que « l'impression ne cesse de croître en moi que les Russes veulent éviter tout conflit avec nous ».
Pendant ce temps, d'août à octobre, l'Allemagne mena une campagne aérienne massive contre la Grande-Bretagne pour préparer l'« Opération Seelöwe », l'invasion de la Grande-Bretagne.

## La guerre ou un pacte étendu

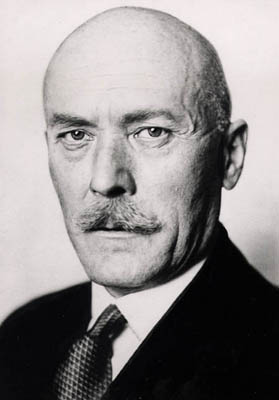
L'ambassadeur Friedrich-Werner von der Schulenburg.

Tout au long de l'été, Hitler hésita entre établir des plans pour attaquer l'Union soviétique, et leur offrir un pacte similaire au pacte Molotov-Ribbentrop, sauf au sud, où les Soviétiques recevraient seulement des ports sur la côté ouest de la mer Noire, et où ils pourraient se voir accorder le Bosphore si l'Allemagne maintenait un état de tierce partie amicale[pas clair] avec l'accès notamment à la Bulgarie.
L’ambassadeur allemand à Moscou Friedrich von der Schulenburg espérait un pacte à quatre depuis l'effondrement de la France en juin. Après avoir secrètement appris les plans d'Hitler pour une invasion de l’Union soviétique, ce à quoi il s'opposait, Schulenburg et d'autres commencèrent à essayer d'influencer Hitler pour au moins étendre le pacte tant que les revendications de la Russie se cantonneraient aux régions de la Turquie et de l'Iran. Schulenburg dissimula même dans ses rapports à Berlin les doutes des Soviétiques sur la bonne foi de l'Allemagne après les annexions en Roumanie.
Köstring, Schulenburg et d'autres rédigèrent un mémorandum sur les dangers d'une invasion de l’Union soviétique, expliquant pourquoi l'Ukraine, la Biélorussie et les États baltes finiraient par n'être qu'un fardeau économique supplémentaire pour l'Allemagne. Le secrétaire général aux affaires étrangères allemand Ernst von Weizsäcker fit valoir que les Soviétiques, dans leur actuelle forme bureaucratique, étaient inoffensifs et que l'occupation ne produirait pas un gain pour l'Allemagne.

## L'échange entre Staline et Ribbentrop en octobre
En octobre 1940, Staline demanda que Molotov soit autorisé à discuter avec Hitler des relations futures des deux pays. Ribbentrop répondit à Staline dans une lettre que « de l'avis du Führer… il semble être la mission historique des quatre puissances — l'Union soviétique, l'Italie, le Japon et l'Allemagne — d’adopter une politique à long terme et d'orienter le développement futur de leurs peuples en délimitant leurs intérêts à l'échelle mondiale ».
La remise de la lettre de Ribbentrop à Staline fut retardée. Dans l’intervalle des articles de presse présentant des idées apparemment plus « fraîches » furent publiés, provoquant la colère de Ribbentrop et le faisant s'en prendre au personnel de l’ambassade d'Allemagne à Moscou,. Lors de la livraison de la lettre, Schulenburg déclara que la conférence de Berlin serait une réunion préparatoire précédant une convocation des quatre puissances.
Staline était visiblement satisfait par l'invitation pour des pourparlers à Berlin. Il écrivit une lettre en réponse à Ribbentrop sur la mise en place d'un accord au sujet d'une « base permanente » pour leurs « intérêts mutuels ».
Le 6 novembre, Köstring écrivit que « depuis Göring a maintenant mis en balance nos livraisons militaires avec les livraisons russes, on peut espérer que les négociations se termineront dans la paix et l'amitié ». Pendant les deux premières semaines de novembre, les négociateurs économiques allemands et soviétiques à Moscou connurent un succès modéré. Les négociateurs économiques militaires allemands avaient espéré le succès de leurs négociations, en partie parce qu'ils sentaient que cela permettrait de renforcer leurs arguments contre la politique de plus en plus antisoviétique d'Hitler.
Le 1er novembre, le chef d’état-major de l’armée de terre, le général Franz Halder, rencontra Hitler et écrivit : « Le Führer espère pouvoir amener la Russie dans le front antibritannique ». Après que Franklin D. Roosevelt eut remporté l'élection présidentielle quatre jours plus tard ayant promis qu’il n’y aurait pas de guerre à l’étranger sous sa présidence, Goebbels nota qu’ « après sa déclaration, Roosevelt ne sera guère en mesure d'entrer en guerre de façon active ». Lors d’une réunion avec Benito Mussolini, Ribbentrop expliqua le point de vue allemand des réunions, à savoir que le véritable test serait l’attitude des Soviétiques dans les Balkans. Les Balkans et le Bosphore présentaient un potentiel « dangereux chevauchement d'intérêts », si les Soviétiques s'en détournaient, ce serait une alternative pacifique et même préférable à une invasion.
Hitler révéla à Mussolini qu'il ne comptait pas faire davantage pour les Soviétiques que de forcer la Turquie à concéder quelques garanties sur le Bosphore. Il ne voulait pas non plus que Staline se ménage un point d'entrée roumain sur le Bosphore, déclarant qu'« un tiens roumain vaut mieux que deux tu l'auras russes ». Hitler se montrait toutefois sceptique car il croyait Staline obsédé par le Danube et la Bulgarie. L'Allemagne était malgré tout consciente que les Soviétiques avaient tenté d'étendre les garanties à la Bulgarie pour s'en faire une alliée et que celle-ci leur avait opposé une fin de non-recevoir.

## Molotov se rend à Berlin

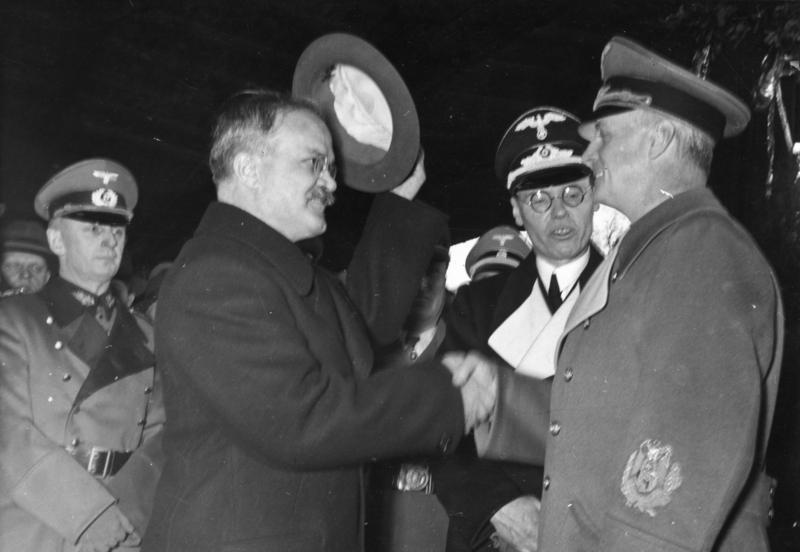
Joachim von Ribbentrop accueillant Vyacheslav Molotov à Berlin, novembre 1940.

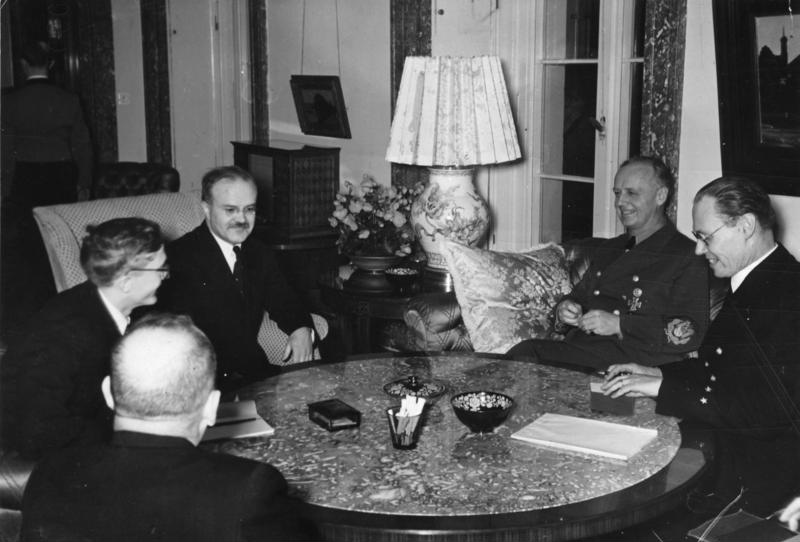
Molotov juste après son arrivée à la chancellerie du Reich à midi.

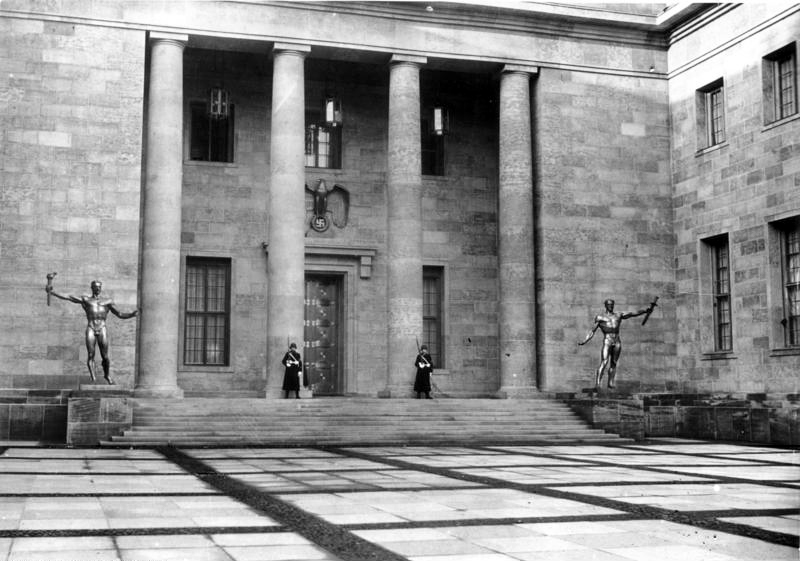
Nouvelle chancellerie du Reich.

### 12 novembre
Staline envoya Molotov à Berlin pour négocier les modalités pour que l'Union soviétique rejoigne l'Axe et potentiellement se partager les dépouilles du pacte. Molotov passa une grande partie de son voyage vers Berlin à chercher dans son wagon des systèmes d'écoute. Le train de Molotov arriva le matin du 12 novembre à 11:05,. Un mauvais présage pour le succès fut que von Schulenberg, l'architecte de la réunion, en fut exclu. Molotov fut accueilli par Ribbentrop à la gare, décorée avec des drapeaux soviétiques et nazis au-dessus d'un grand panier de fleurs, avec un orchestre qui joua L'Internationale pour la première fois depuis 1933. Après un rapide petit déjeuner, les pourparlers commencèrent immédiatement ce jour-là à l’hôtel Schloss Bellevue. Après la dissolution de l'Union soviétique, un journal de Moscou publia quelques échanges de correspondance révélant que Staline surveillait de près les pourparlers de Molotov, par télégramme, mais certains de ces télégrammes ne furent pas publiés.
Au départ, Ribbentrop déclara que « L'Angleterre était battue et c'était seulement une question de temps pour qu’elle admette sa défaite… » et que « le début de la fin était maintenant arrivé pour l'empire britannique ». Il ajouta que « l'entrée des États-Unis dans la guerre n'avait pas de conséquence du tout pour l'Allemagne. L'Allemagne et l'Italie ne permettraient plus jamais à un Anglo-Saxon de mettre le pied sur le continent européen…  Il n'y avait pas de problème militaire… Les puissances de l'Axe ne considéraient pas, par conséquent, comment elles pouvaient gagner la guerre, mais plutôt comment elles pouvaient mettre rapidement fin à la guerre qui était déjà gagnée ». Il déclara également que l'Allemagne et l'Union soviétique avaient fait ensemble « du bon travail ».
En conséquence, Ribbentrop conclut que le moment était venu pour les quatre puissances (Allemagne, l'Union soviétique, l'Italie et le Japon) de définir leurs « sphères d'intérêt »,. Il déclara que Hitler avait conclu que les quatre pays devraient naturellement de développer "en direction du sud". Ribbentrop dit qu'il se demandait si les Soviétiques pourraient tourner vers le sud, vers la mer, et quand Molotov demanda « quelle mer? » , Ribbentrop lui répondit « qu’à long terme, l'accès à la mer le plus avantageux pour la Russie se trouvait dans la direction du golfe Persique et de la mer d'Arabie »,.
En ce qui concernait la division du monde en quatre sphères d'influence, Molotov déclara que cette nouvelle idée était « très intéressante » et digne d'une discussion à Moscou avec la participation de Ribbentrop. Staline fut contrarié par un télégramme que lui avait envoyé Molotov indiquant que le pacte Ribbentrop-Molotov était « à bout de souffle », à l'exception de la question finlandaise, alors que Staline déclarait que tout accord futur lui serait simplement ajouté parce qu'il servait de base fondamentale aux relations soviéto-allemandes.
Dans l'après-midi, Molotov rendit visite à Hitler au Reichskanzlei,. Hitler parla de porter le « coup final contre l'Angleterre ». Hitler déclara qu'« il était temps de penser à la division du monde après notre victoire ». En ce qui concernait le « problème de l'Amérique », il affirma qu'elle ne pouvait pas       « mettre en péril la liberté des autres nations avant 1970 ou 1980 ». Lui et Molotov convinrent que les États-Unis n'avaient pas d'affaires en Europe, en Afrique ou en Asie. Hitler dit qu'il n'y avait pas de différences fondamentales entre les deux pays dans leur poursuite de leur aspiration à « l'accès à l'océan ». Molotov exprima son accord avec Hitler sur le rôle de l'Amérique et de la Grande-Bretagne et sur le principe de la participation soviétique dans le pacte de l'Axe, mais seulement si les Soviétiques pourraient participer en tant que partenaire actif,. Le jour même, l'Allemagne reportait à l'année suivante ses plans pour envahir la Grande-Bretagne en raison de l’insuccès de la campagne aérienne contre l'Angleterre.
Molotov était d'accord avec Hitler sur le fait qu'il n'y avait pas de problèmes non résolus entre les deux pays, sauf sur la Finlande. Quand Molotov retourna à son hôtel, il déclara qu'il était « soulagé de l'amabilité d'Hitler ». Dans un télégramme envoyé à Molotov cette nuit, Staline insista sur le fait que la sécurité de l'URSS ne pouvait être assurée « sans obtenir la sécurité dans la région des détroits », faisant référence aux détroits du Bosphore verrouillant l'entrée dans la mer Noire. Elle était directement liée à l'accord soviéto-bulgare pour le passage de troupes soviétiques pour « la défense de l'entrée de la mer Noire ». Staline ajouta que « cette question était encore actuellement d’importance et ne permettait pas la procrastination".

### 13 novembre

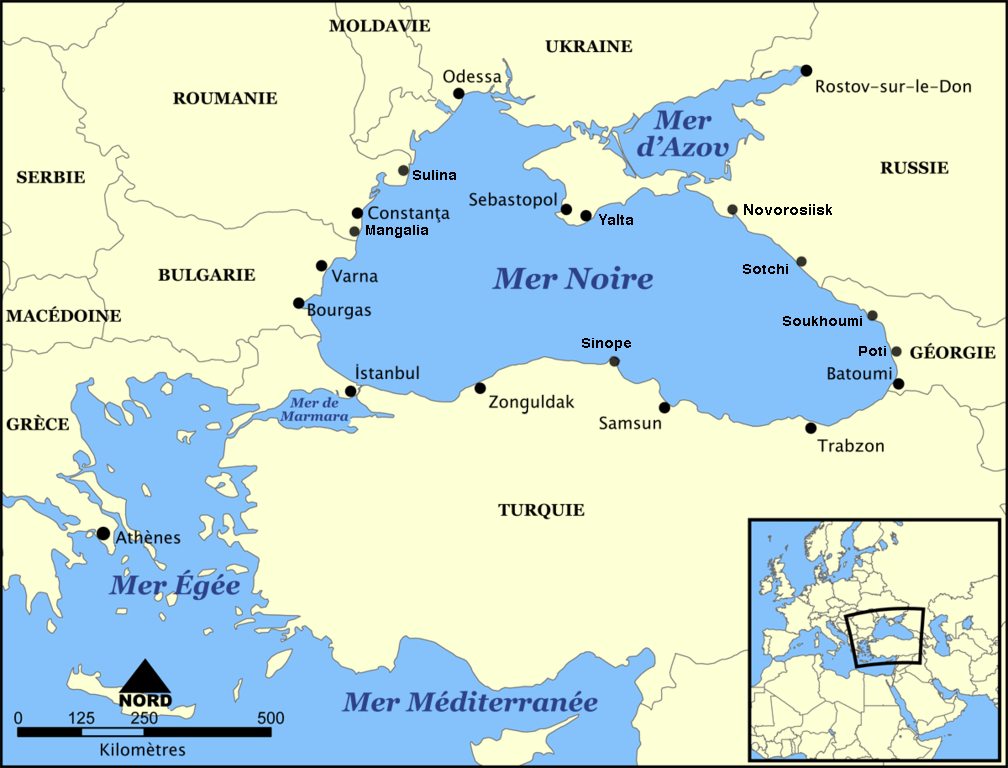
Les détroits du Bosphore et des Dardanelles au coin sud ouest de la mer Noire, avec la Bulgarie juste au Nord des détroits.

Molotov et Hitler reprirent leurs discussions le lendemain matin. Molotov exigea de savoir pourquoi les troupes allemandes occupaient la Finlande, tandis que Hitler répondit qu'elles traversaient la Finlande pour atteindre la Norvège, et se demandait si les Soviétiques avaient l’intention d’entrer en guerre contre la Finlande. Bien que Hitler ait été d’accord sur le fait que la Finlande était à l'intérieur de la sphère d'influence soviétique, il souligna également que l'Allemagne avait un intérêt de guerre légitime avec le nickel de Finlande et vis-à-vis de l'approvisionnement en bois et que tout nouveau conflit dans les pays baltes conduirait à de sévères tensions dans les relations bilatérales. Molotov conclut que rien de bon ne pouvait sortir de nouveaux pourparlers sur la Finlande et déclara qu'il ne voyait aucun signe de reprise d'un conflit soviéto-finlandais.
Molotov fit part de l'intérêt de Staline dans la révision du statut du Bosphore, et pressa par une garantie de la Bulgarie, du moins en principe. Molotov nota plus tard que Hitler est devenu « nettement agité » à la demande de révocation des garanties à la Roumanie. Molotov affirma la volonté de Staline d'accorder une garantie à la Bulgarie semblable à celle que l'Allemagne et l'Italie avaient accordée à la Roumanie. Hitler fit remarquer que les Soviétiques avaient envahi la Bucovine en Roumanie, ce qui allait au-delà du pacte Ribbentrop-Molotov. Hitler déclara que les parties avaient préalablement conclu un accord oral que les anciens territoires autrichiens, tels que les pays des Balkans de l'ancien empire austro-hongrois, devaient tomber dans la sphère d'influence allemande. Hitler souligna que l'objectif principal du pacte Ribbentrop-Molotov était de restaurer les vieux empires au détriment des pays. Staline, gardant toujours l’espoir d'obtenir un projet d'accord, contrôlait les conversations par télégramme et envoya un télégramme à Molotov pour rappeler à Hitler l'importance de la sécurisation du Bosphore, et expliquer les événements de la guerre de Crimée. Hitler déclara qu'il ne pouvait pas prendre des décisions concernant la Bulgarie sans en discuter avec le dictateur italien Benito Mussolini.

Hitler changea de sujet au profit des possibilités offertes après la conquête de l'Angleterre,. Hitler dit à Molotov que: 
« Après la conquête de l'Angleterre, l'Empire britannique serait comme un gigantesque ensemble immobilier de quarante millions de kilomètres carrés réparti dans le monde entier et en faillite. Dans cet ensemble immobilier en faillite, il y aurait pour la Russie l’accès à un océan libre de glace et vraiment libre. Jusqu'à présent, une minorité de 45 000 000 Anglais avait gouverné les 600 000 000 habitants de l'Empire britannique. Il était sur le point d'écraser cette minorité... Dans ces circonstances, il y avait de nouvelles perspectives dans le monde entier... Tous les pays qui pourraient éventuellement être intéressés par cette faillite devraient cesser toutes les controverses entre eux et se préoccuper exclusivement de la partition de l'Empire britannique. Cela vaut pour l'Allemagne, la France, l'Italie, la Russie et le Japon. »
Molotov dit à Hitler que « le moment était venu de discuter d'un accord plus large entre l'URSS et l'Allemagne », mais d'abord les Soviétiques voulaient connaître la signification précise de « l'Ordre nouveau en Europe » en ce qui concernait les pays participants et les idées de base du pacte. Puis, Molotov devait rencontrer Ribbentrop dans l’après-midi.
Un télégramme de Molotov envoyé à Staline sur la rencontre avec Hitler souligna « un grand intérêt de Hitler à parvenir à un accord et au renforcement des relations d'amitié avec l'URSS dans le respect des sphères d'influence ». Molotov déclara que ni son entretien avec Hitler ni celui avec Ribbentrop n’avaient produit les résultats escomptés, les problématiques avec la Turquie et les Balkans n'avaient pas trouvé de solutions.
En raison des bombardements aériens britanniques, Ribbentrop et Molotov eurent des entretiens cette nuit dans un abri anti-aérien. Ribbentrop réitéra que l'objectif principal était de définir les intérêts des quatre puissances et parvenir à un accord avec la Turquie sur le problème du Bosphore. Ribbentrop proposa plusieurs étapes en parallèle que les parties devraient alors prendre incluant notamment le fait que Molotov devrait discuter des questions soulevées à Berlin avec Staline pendant Ribbentrop discutait avec le Japon. L’Allemagne, l'Italie et l'URSS ferait également pression sur la Turquie pour qu’elle accède aux demandes soviétiques sur le Bosphore. Par la suite, les parties négocieraient et rédigeraient des projets d’accords  confidentiels dont l'esprit serait que l'accord final serait une entrée de l'Union soviétique dans le pacte de l'Axe. Ce que Molotov ne savait pas, c'est que, ce soir-là, Hitler émit l’instruction secrète no 18, ordonnant à ses forces armées de continuer à se préparer à la guerre à l'est « sans considérations des résultats des discussions en cours »,.

### L'Allemagne propose un projet d'accord
Dans l'abri anti-aérien, Ribbentrop donna à Molotov un projet d'accord en deux parties. Comme l’habitude avait été prise entre les parties, une partie était de l'accord serait finalement rendue publique, tandis que l'autre resterait secrète. La partie publique contenait un accord d'une durée de dix ans par lequel les parties s’engageraient à respecter les sphères naturelles d'intérêt des autres, tandis que l'Allemagne, l'Italie et le Japon reconnaîtraient les frontières soviétiques existantes.
Le projet de l'accord secret comprenait l'obligation de ne pas adhérer à une alliance dirigée contre les quatre signataires et de s'entraider dans les domaines économiques. L'accord secret contenait d'un protocole définissant les objectifs territoriaux des quatre signataires. L'Allemagne réclamant l’Afrique centrale, l’Italie, le nord et le nord-est de l’Afrique, le Japon, l’Asie du Sud-Est et l’Union soviétique le sud du centre du territoire national de l'Union soviétique en direction de l'océan Indien,. Un second protocole secret prévoyait que l'Allemagne, l'Italie et l'Union soviétique « libèrent » la Turquie de ses obligations internationales envers la Grande-Bretagne en garantissant ses frontières.
Molotov déclara que l'Union soviétique était préoccupée par plusieurs questions européennes, comme la Turquie et la Bulgarie, mais aussi du sort de la Hongrie, de la Roumanie, de la Yougoslavie et de la Grèce. En outre, les Soviétiques s’intéressaient également à la question de la neutralité suédoise et aux accès à la mer Baltique. Molotov fit également remarquer ironiquement pourquoi, si le destin de l'Angleterre était scellé, ils parlaient dans un abri anti-aérien.

### Réaction au voyage de Molotov
La nouvelle que Molotov avait eu des entretiens à Berlin avait d'abord abasourdi les médias du monde entier, la presse britannique cherchant à déterminer si les Soviétiques se préparaient à adhérer au pacte de l'Axe. Quand Molotov fut de retour, il nota que la réunion n’avait rien produit de significatif, que le voyage projeté de Ribbentrop à Moscou n'était plus mentionné, mais que la proposition allemande conduisait à une complaisante  poursuite des négociations via « la voie diplomatique », plutôt qu’à une crise.
Les Allemands pro-bloc continental dans l'entourage de Ribbentrop s'attendaient à ce que Staline finisse par céder étant donné la faiblesse de l'Armée rouge. Weizsäcker déclara « nous pouvons continuer pendant une longue période » et que « la guerre avec la Russie est impossible tant que nous sommes occupés avec l'Angleterre, et ensuite ça ne sera plus nécessaire ». Le 14 novembre, Köstring réitéra sa conviction que l'Union soviétique n'avait en effet pas de dessein agressif, tout au contraire : « Le voyage de Molotov (à Berlin) est pour moi une preuve supplémentaire d'une idée que j'ai longtemps eu à savoir que l'Union soviétique voulait avoir la paix avec nous, car elle ne peut tirer aucun avantage d'un conflit avec nous… Le facteur décisif dans le désir soviétique de paix est, et reste, la force démontrée de notre armée ».

## Pression bulgare et une surprise
Hitler avait déjà émis une directive secrète pour une éventuelle invasion de l’Union soviétique,. Cependant, il n'avait pas abandonné l'espoir, parlant toujours d'une « grande coalition mondiale qui s'étendait de Yokohama jusqu’en Espagne », mais il était résolu à ne pas abandonner les Balkans.
Au même temps, les Soviétiques convoquèrent immédiatement l'ambassadeur bulgare au ministère des Affaires étrangères, affirmant que les Soviétiques avaient besoin de conclure un accord avec les Bulgares avant leur entrée dans l'Axe et que l'Allemagne ne tentait de faire d’eux un Etat fantoche. Les Bulgares refusèrent l'offre et le firent savoir à l'Allemagne. Hitler espérait encore dissuader Staline de donner des garanties à la Bulgarie s'ils pouvaient résoudre le problème du Bosphore et informa pressamment l'ambassadeur bulgare que les Soviétiques pourraient être dissuadés de toute résistance si les Bulgares rejoignaient le pacte, tout en le mettant en garde contre les horreurs d'une occupation soviétique.
Les Soviétiques quant à eux créèrent la plus grosse surprise. Lors d’une visite à l’improviste à Sofia le 25 novembre, ils dirent au premier ministre bulgare que, si la Bulgarie permettait aux Soviétiques de transférer des troupes sur son sol, les Soviétiques étaient prêts à oublier leurs objections à l'entrée de la Bulgarie dans l'Axe et, plus étonnamment, déclarèrent que cela ne devrait pas être un problème car cela conduirait « très probablement, et presque certainement » à une entrée des Soviétiques dans l'Axe. Le Premier ministre bulgare abasourdi déclara que cela requérait une analyse complémentaire. Les négociateurs soviétiques conclurent que le gouvernement bulgare était « déjà engagée avec Allemagne jusqu’à la garde ».

## Contre-proposition soviétique
Staline dit au chef du Komintern (Georgi Dimitrov, un Bulgare) que, tant que l'Allemagne souhaitait l'Italie dans les Balkans, il n'avait pas d'autre choix que de reconnaître que les Soviétiques avaient intérêt à garantir l'accès de la mer Noire et à s’assurer que le Bosphore ne serait pas utilisé contre eux.
Staline ordonna à Molotov de rédiger une proposition de nouveau pacte. Le 25 novembre, le même jour que la déclaration surprise de la non-résistance soviétique à l’adhésion de la Bulgarie à l'Axe et d’une adhésion soviétique potentielle au pacte, les Soviétiques émirent une contre-proposition au projet d'accord de Ribbentrop.
Elle commençait par «Le gouvernement soviétique est prêt à accepter le projet de pacte de quatre puissances de coopération politique et d’entraide économique ». Au lieu de deux protocoles secrets, Staline en proposait cinq :
1. Les troupes allemandes devraient quitter la Finlande en échange d'une garantie soviétique sur les livraisons de nickel et de bois et qu'ils feront la paix avec la Finlande
2. Un pacte d'assistance mutuelle serait signé avec la Bulgarie dans les prochains mois, permettant l’établissement de bases soviétiques
3. Le centre du territoire sous domination soviétique serait au sud de Bakou et à Batoumi (ports dans les actuelles Azerbaïdjan et Géorgie, au sud desquelles se trouvent l'Irak et l'Iran)
4. Les Japonais renonceraient à tous droits sur les concessions de pétrole et de charbon au nord de Sakhaline en échange d'une compensation appropriée
5. Affirmait que le traité d'assistance mutuelle soviéto-bulgare était une nécessité politique[78].

L'offre fut faite en même temps que des massives offres économiques favorables à l’Allemagne. Les Soviétiques promettaient, le 11 mai 1941, la livraison de 2,5 millions de tonnes de céréales, soit un million de tonnes au-dessus de leurs obligations d'alors. Ils promirent également la compensation intégrale des propriétés des Volksdeutsche.
En parallèle Staline affirme ce même 25 novembre devant Dimitrov que « Il est faux de considérer l’Angleterre comme vaincue. Elle a de grandes forces en mer Méditerranée. Elle est directement présente dans les Détroits. Après l’invasion des îles grecques, l’Angleterre a renforcé sa position dans cette région. Nos relations avec les Allemands sont polies en apparence, mais il existe entre nous de sérieuses tensions », témoignant du peu d'espoir qu'il plaçait en ces négociations.

## Réaction allemande
Schnurre, qui ne pouvait cacher sa joie au vu de l'offre soviétique, envoya immédiatement un télégramme à Berlin disant que «compte tenu de l'état actuel des négociations ici, les déclarations de Molotov aujourd'hui doivent être considérés comme une surprenante indication de bonne volonté de la part du gouvernement soviétique. La proposition de Molotov en matière d'indemnisation pour les propriétés dans les États baltes dépasse largement nos attentes ».
Hitler, cependant, voyait les ambitions territoriales soviétiques dans les Balkans comme un défi aux intérêts allemands et voyait son plan comme rendant la Bulgarie comme un appoint au pacte de l'Axe. À plusieurs reprises, Molotov demanda aux officiels allemands leur réponse aux contre-propositions de Moscou, mais l'Allemagne n'y répondit jamais,,,. Le refus de l'Allemagne de répondre à la contre-proposition aggrava les relations entre les deux pays. En ce qui concernait la contre-proposition, Hitler fit remarquer à ses principaux chefs militaires que Staline " exige de plus en plus ", qu’il était « un maître chanteur plein de sang-froid » et que « la victoire allemande était devenue insupportable pour la Russie » en conséquence de quoi elle devait « être mise à genoux dès que possible ».

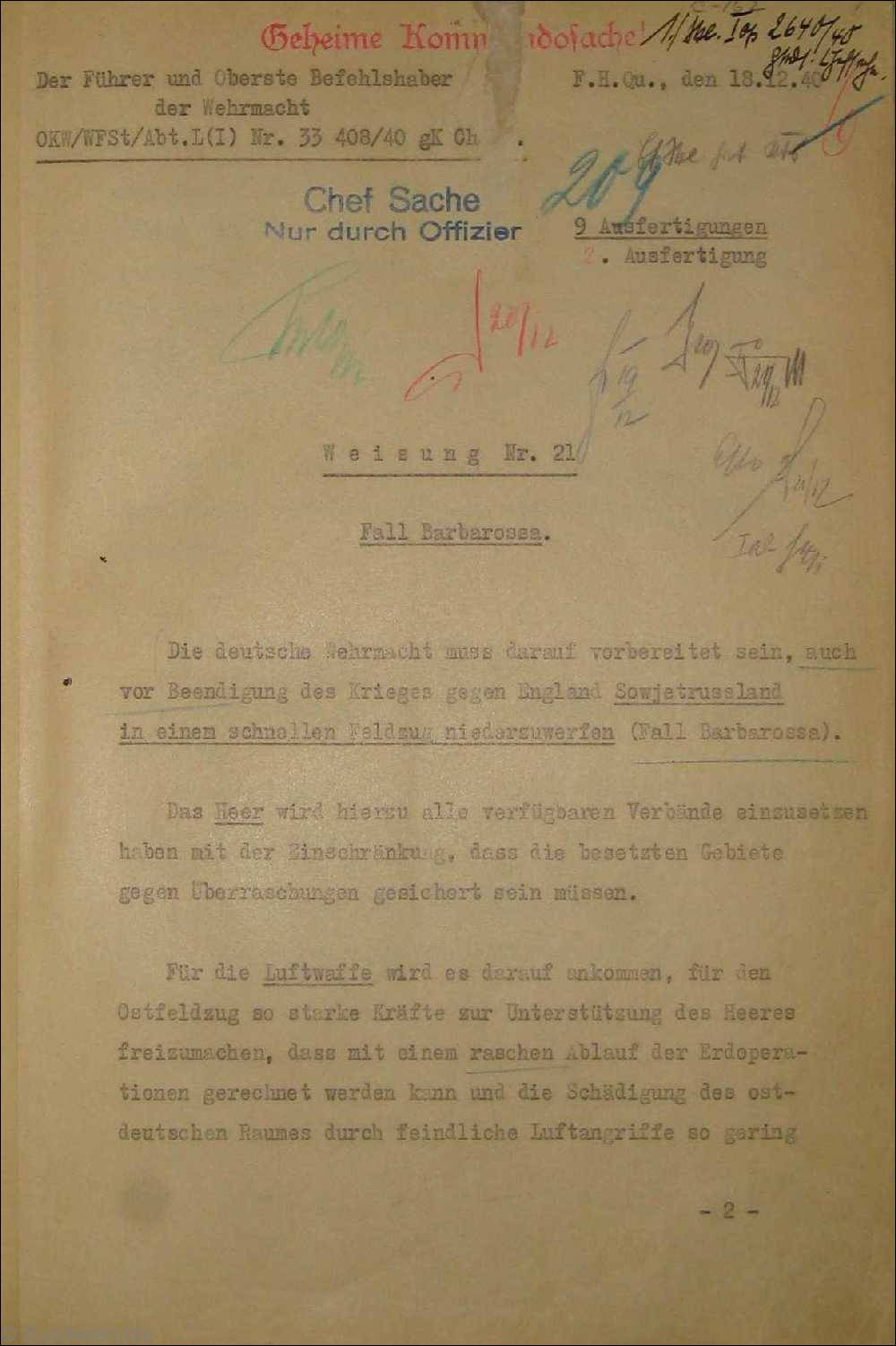
Weisung Nr. 21: Fall Barbarossa

Le 5 décembre, Hitler reçut des plans militaires pour une possible invasion, et les approuva tous, avec un déclenchement en mai 1941. Le 18 décembre 1940, Hitler signa la directive de guerre no 21 pour le haut commandement allemand pour une opération portant le nom de code opération Barbarossa déclarant: « L'armée de terre allemande doit être prête à écraser la Russie soviétique dans une campagne éclair »,. La date de l'invasion fut fixée au 15 mai 1941.
En parlant à ses généraux en décembre, Staline fit référence aux passages de Mein Kampf évoquant une attaque soviétique, déclara qu'ils devaient toujours être prêts à repousser une attaque allemande, affirma qu’Hitler pensait qu’il faudrait quatre ans à l'Armée rouge pour se préparer et que « Nous devons être prêts beaucoup plus tôt » et « nous allons essayer de retarder la guerre pendant encore deux ans ».
Le 17 janvier 1941, sept jours après l’accord germano-soviétique relatif au commerce et aux frontières, Molotov demanda aux responsables allemands que les deux parties travaillent alors sur un accord pour l'entrée de l’URSS dans le pacte de l'Axe,. Molotov s'étonna de l'absence d’une quelconque réponse à l’offre soviétique du 25 novembre pour rejoindre le pacte. Ils ne reçurent jamais de réponse. Le 1er mars 1941, la Bulgarie rejoignit l'Axe, ce qui, ajouté à la fin de non recevoir à l'offre du 25 novembre, perturba encore plus Staline.
Trois ans plus tard, Friedrich-Werner von der Schulenburg fut exécuté dans le cadre de la conspiration du 20 juillet 1944 visant à assassiner Adolf Hitler.

## LesFalsificateurs de l'Histoire
Un mois après que des documents du ministère des Affaires étrangères nazis décrivant les négociations furent rendus publics par les États-Unis, le bureau d'information soviétique écrivit une réponse dans un livre intitulé les Falsificateurs de l'Histoire (Fal’sifkatory istorii (Istoricheskaya spravka)),. Après avoir reçu la traduction des documents nouvellement publiés, Staline édita et réécrivit personnellement des pans entiers du livre avant sa sortie en février 1948.
Dans les Falsificateurs, Staline affirmait qu'il ne faisait que « sonder l'Allemagne » sur les négociations de l'Axe et avoir rejeté carrément la proposition d’Hitler de se partager le monde. Cette version persista, sans exception, dans toutes les études historiques, les comptes rendus officiels, les mémoires et les manuels scolaires publiés en URSS jusqu'en 1990.